# René Chocat
René Gaston Chocat (ur. 28 listopada 1920 w Santranges,  zm. 18 lipca 2000 w Montpellier) – francuski koszykarz. Wraz z reprezentacją Francji zdobył srebrny medal podczas letnich igrzysk olimpijskich 1948 w Londynie. Srebrny medalista mistrzostw Europy z 1949 w Egipcie oraz brązowy medalista z 1951 we Francji i 1953 w ZSRR. Zagrał także na IO cztery lata później w Helsinkach, gdzie wraz z reprezentacją zajął 8 miejsce.